# Vladimír Harman
Vladimír Harman (* 22. března 1950) je bývalý slovenský fotbalový útočník.

## Hráčská kariéra
V československé lize hrál za VSS Košice, aniž by skóroval.

### Prvoligová bilance
| Ročník          | Zápasy | Góly | Minuty | Klub       |
| --------------- | ------ | ---- | ------ | ---------- |
| I. liga 1968/69 | 2      | 0    | –      | VSS Košice |
| CELKEM I. LIGA  | 2      | 0    | –      |            |